# Europiccola

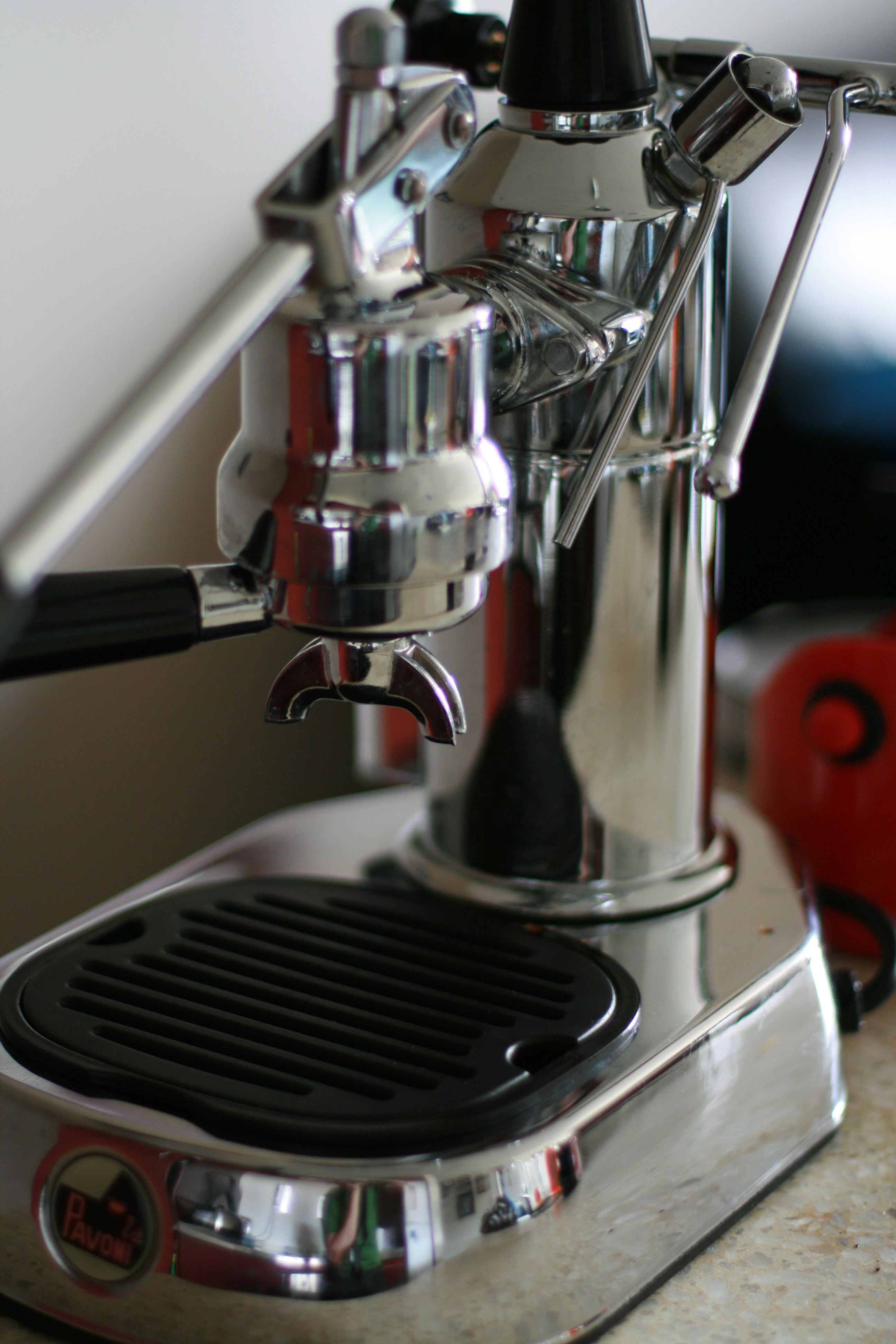
L'Europiccola (chrome).

L'Europiccola est la première machine à expresso électrique destinée à un usage domestique. Elle est produite, depuis 1961, par la société italienne La Pavoni.

## Historique
D'une esthétique particulièrement soignée, elle est caractérisée par une chaudière (chrome et/ou laiton) et un levier (avec poignées noir ou en bois). Dès sa première année de production, elle est exposée à la foire de Strasbourg.
Au fil des ans, l'Europiccola subit diverses modifications et tout en conservant un même design, il est créé, au début les années 1970, un modèle plus grand (avec manomètre) appelé « Professional » et qui est exposé en 1974 au MoMA de New York.
L'Europiccola apparaît aussi dans de nombreuses productions hollywoodiennes, parmi lesquelles : Vivre et laisser mourir en 1973, La Rançon en 1996, Le Talentueux Mr Ripley en 1999, Pour un garçon en 2001, et également italienne Amour, mensonges et football (it) en 2008.
En 2005, pour le centenaire de La Pavoni, il est créé un nouveau modèle nommé « Stradivari ».